# Jewel Cave
La Jewel Cave (« Grotte Joyau » en français) est une grotte touristique située au Dakota du Sud, aux États-Unis, et protégée au sein du Jewel Cave National Monument. La principale attraction de ce site est en 2023 la cinquième plus longue grotte du monde, avec environ 346 kilomètres de galeries cartographiées.

## Historique

### Découverte
L'entrée naturelle de la grotte est découverte en 1900 par Frank Michaud, Albert Michaud et Charles Bush,. Frank et Albert Michaud ont senti une brise forte venant d'un trou dans la roche du Hell Canyon. Ils ont alors fait exploser la roche avec deux bâtons de dynamite. Les Michaud ont déposé une demande d'exploitation minière au gouvernement local. Ils ont découvert une grotte composée de cristal calcite, d'où son nom de Jewel Cave qui signifie pierre précieuse en français. Les frères veulent alors construire des passerelles à l'intérieur de la grotte pour une ouverture aux touristes. Bien que leur aventure ait échoué, les nouvelles de la découverte de la grotte arrivent à Washington D.C., c'est alors que le président Theodore Roosevelt proclame la Jewel Cave comme monument national le 7 février 1908,. La zone autour de l'entrée naturelle fut développée par la Civilian Conservation Corps dans les années 1930. Le National Park Service assume la direction du monument depuis 1933, l'ouverture au public date de 1939,.

### Exploration de la grotte
En 1979, Herb et Jan Conn avaient découvert, nommé, et cartographié plus de 100 km de passages. Bien qu'ils se soient retirés de l'exploration de la grotte au début des années 1980, l'exploration de la grotte n'a pas cessé. Arriver sur les zones étudiées demande plusieurs heures de marche, les explorateurs campent sur place pendant plusieurs jours. La grotte était cartographiée à l'aide des outils traditionnels, c'est-à-dire au compas et à l'inclinomètre, alors que de nos jours, le laser les remplace.
Ces 353 km de passages cartographiés font de la Jewel Cave la cinquième grotte la plus longue du monde après la Mammoth Cave dans le Parc national de Mammoth Cave situé dans le Kentucky avec près de 686 km, les Sistema Ox Bel Ha (en) et Sistema Sac Actun (en), dans la péninsule du Yucatán au Mexique, bien que ces dernières soient noyées et le réseau Shuanghedong en Chine.
Le volume d'air des parties déjà explorées de la grotte représente moins de 5 % du volume estimé. Ce volume est calculé en mesurant la quantité d'air que la grotte expire quand la pression extérieure diminue et inspire lorsque la pression extérieure augmente par rapport à la grotte.

## Géologie

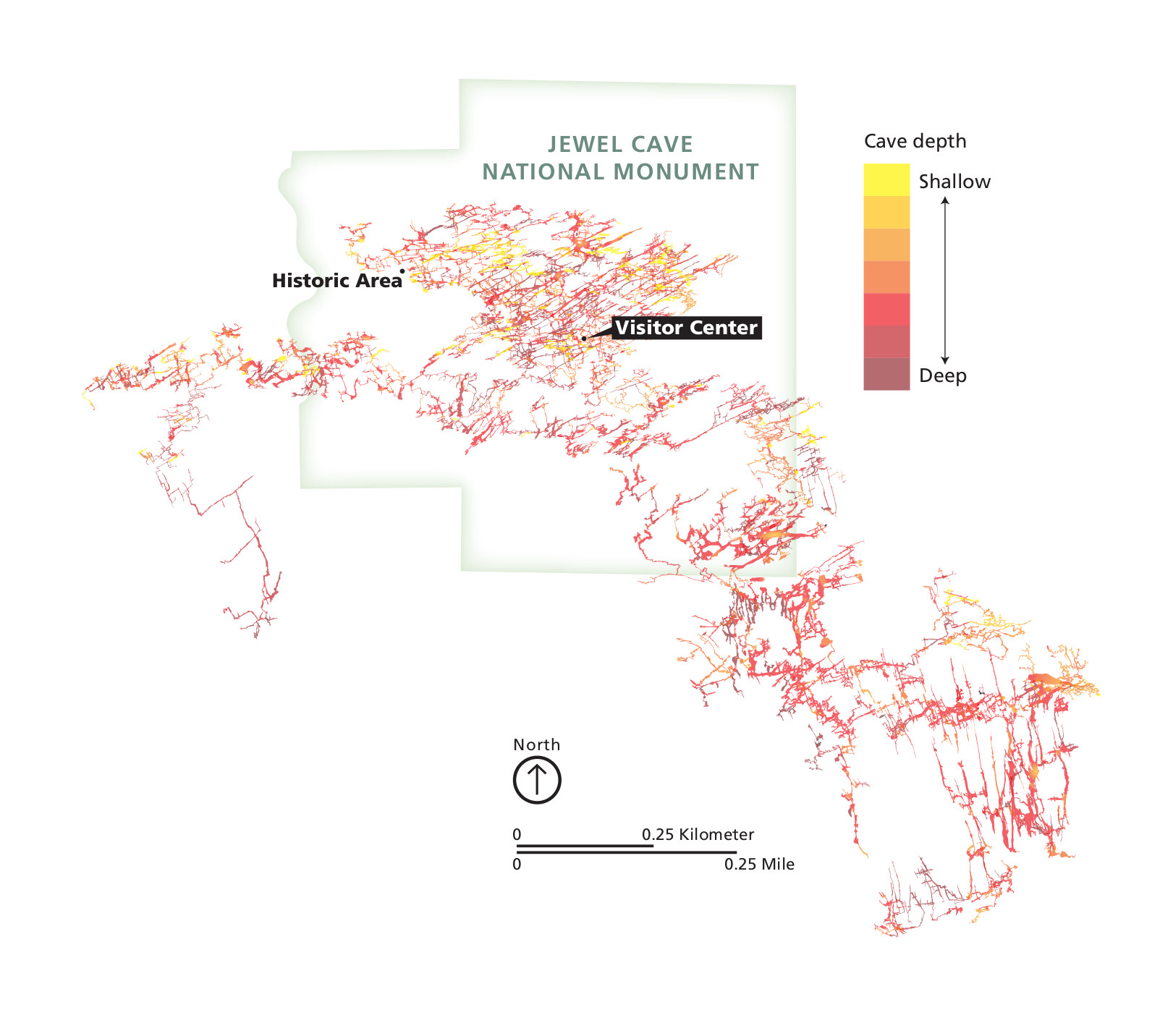
Plan de la grotte.

La Jewel Cave s'est formée par la dissolution progressive de calcaire par des eaux acides stagnantes. L'eau a élargi des réseaux de fissures formées durant le soulèvement de la montagne Black Hills il y a près de 60 millions d'années. La couche de cristaux de calcite qui recouvre une grande partie des parois de la cave était postérieure à la création de la grotte par dépôt de calcite dû à de l'eau saturée en minéraux.
Après que la grotte se fut vidée de son eau, les spéléothèmes ont commencé à se former. La Jewel Cave contient les formations les plus communes de calcite, comme les stalactites, les stalagmites, les flowstones et le givre, cependant pas dans la même abondance. Les zones sèches de la grotte contiennent des formations dues au dépôt de gypse. La Jewel Cave contient une formation rare appelé ballon d'hydromagnésite, ils sont créés lorsqu'un gaz d'une source inconnue gonfle une substance pâteuse formé par la précipitation de magnésium.

## Tourisme
Le site de la Jewel Cave est ouvert toute l'année. Le Park Service propose trois types de visite : le circuit panoramique est d'un demi mile avec une partie centrale pavée et éclairée et accessible par ascenseur, le circuit historique, à la lumière de la bougie à travers la galerie, ou le circuit spéléologie, sur une zone non exploitée de la grotte proche du circuit panoramique

## Galerie

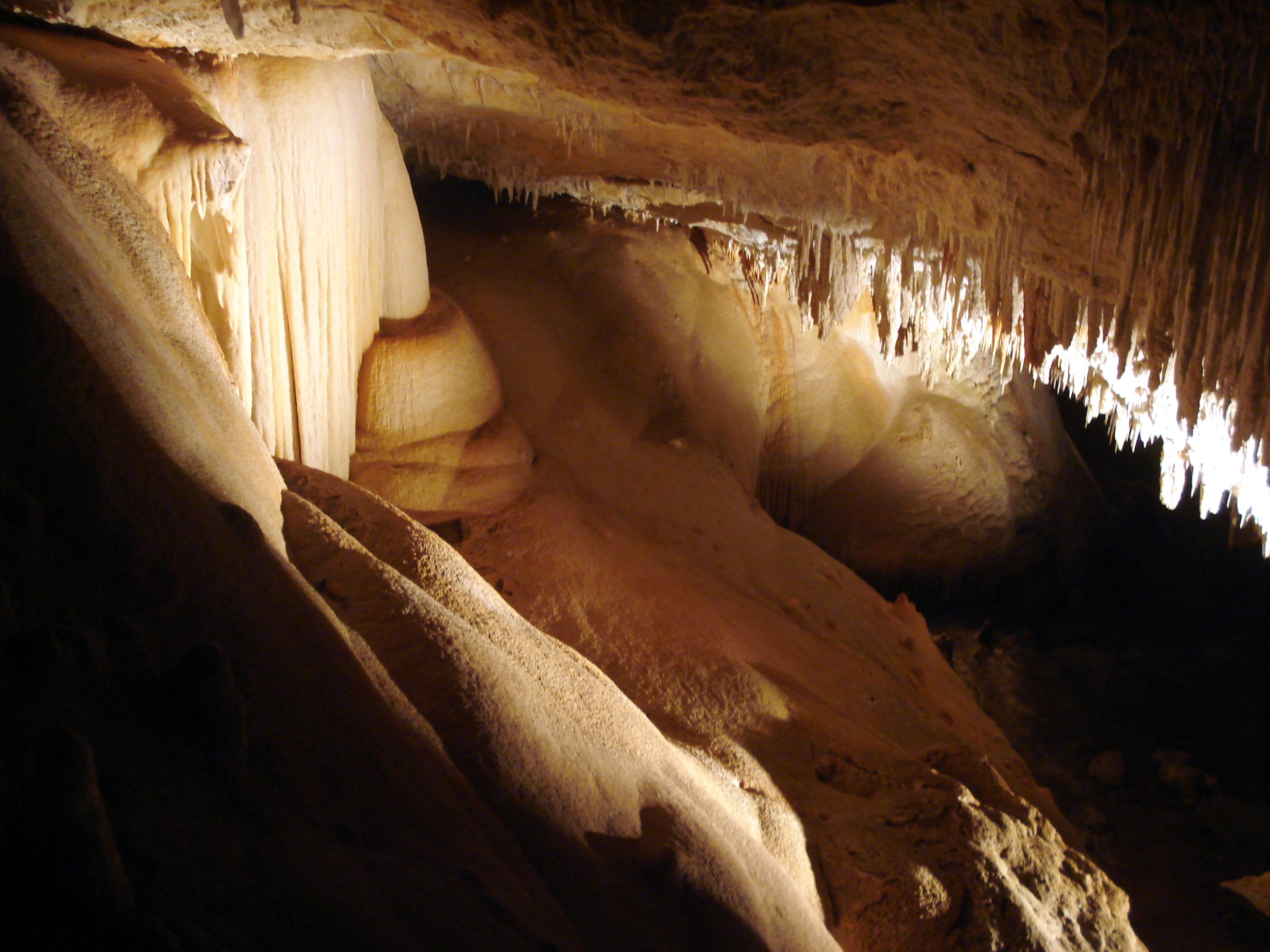
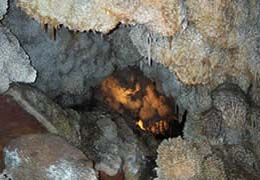
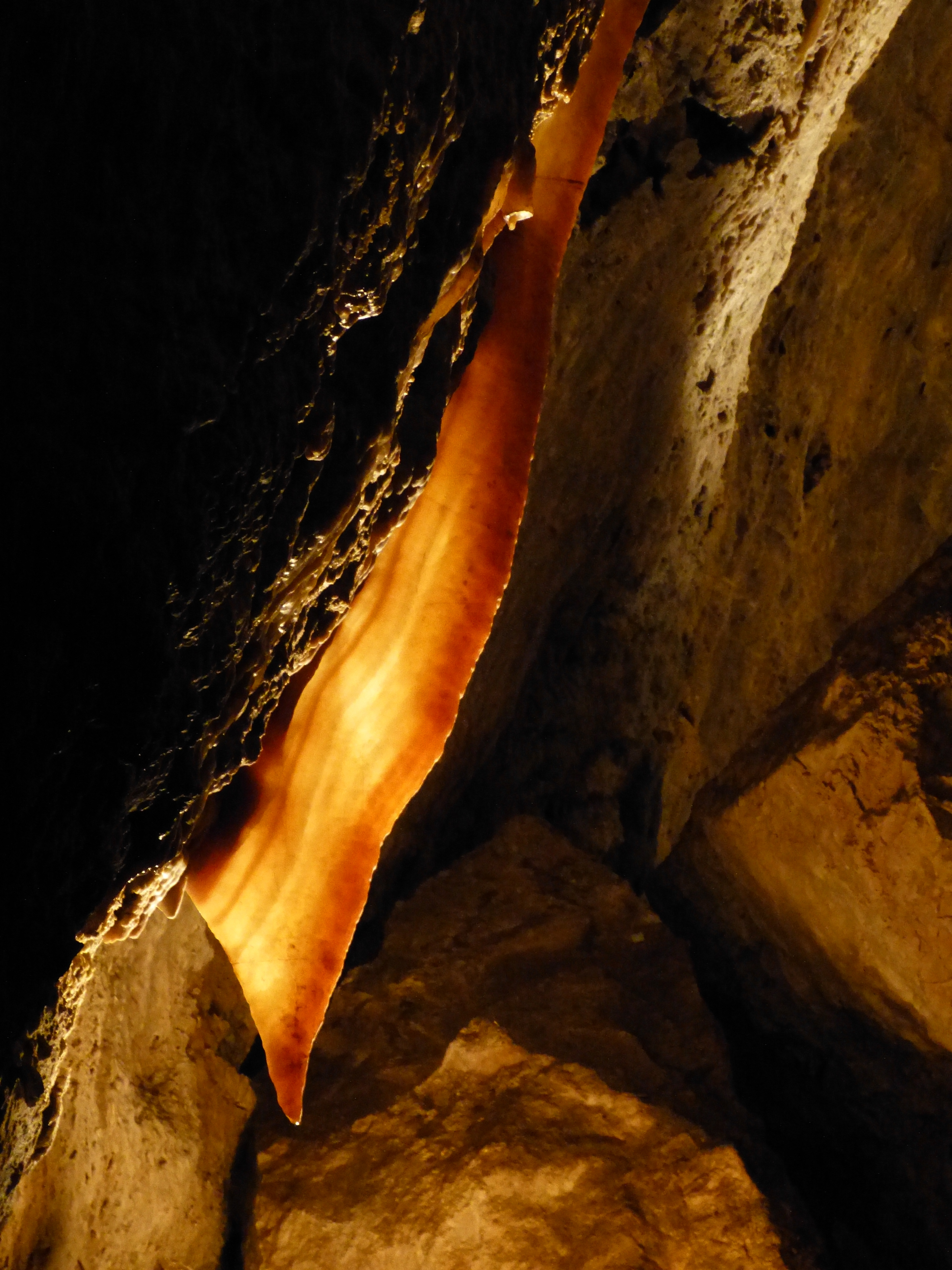
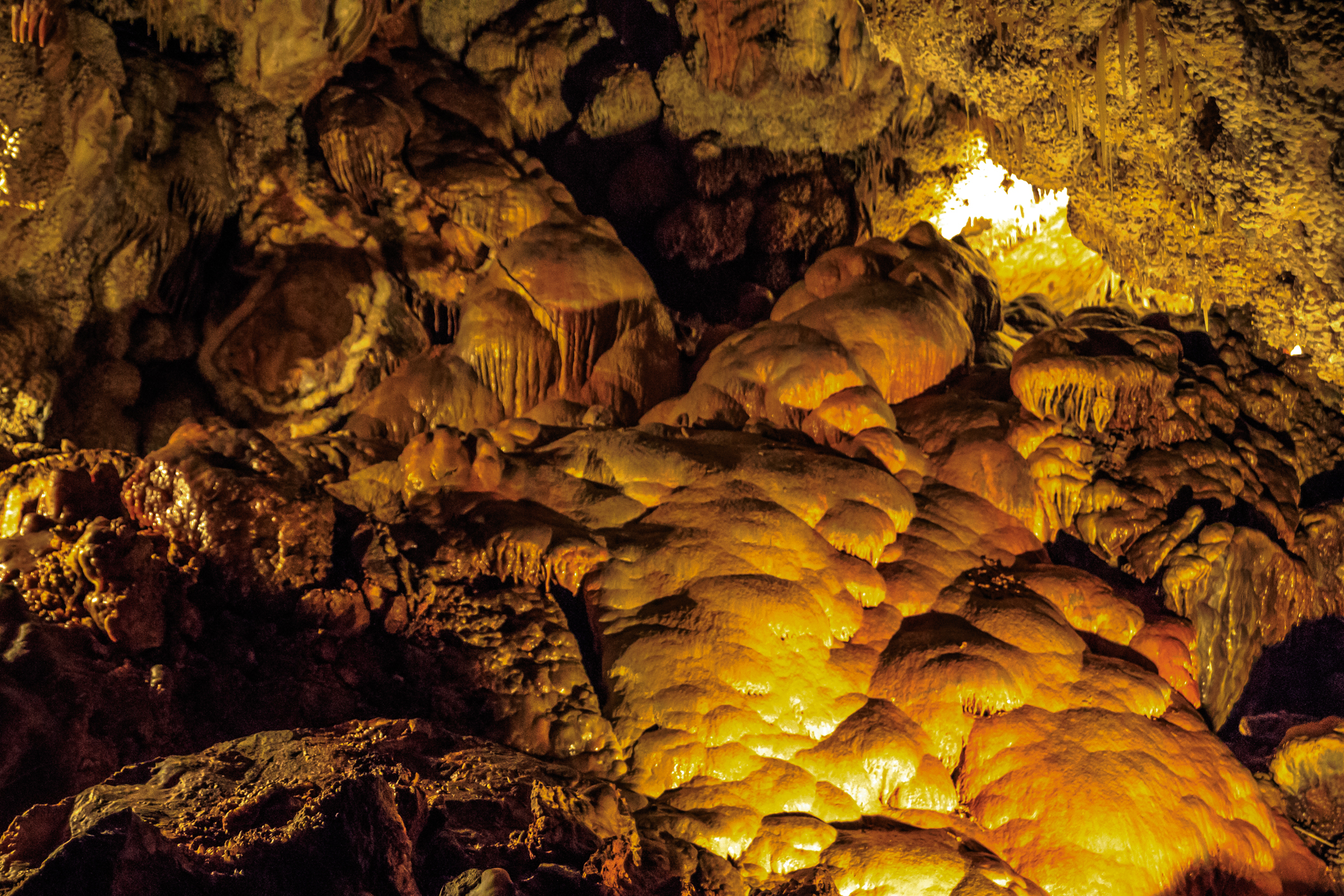
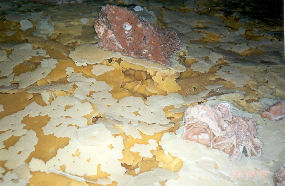
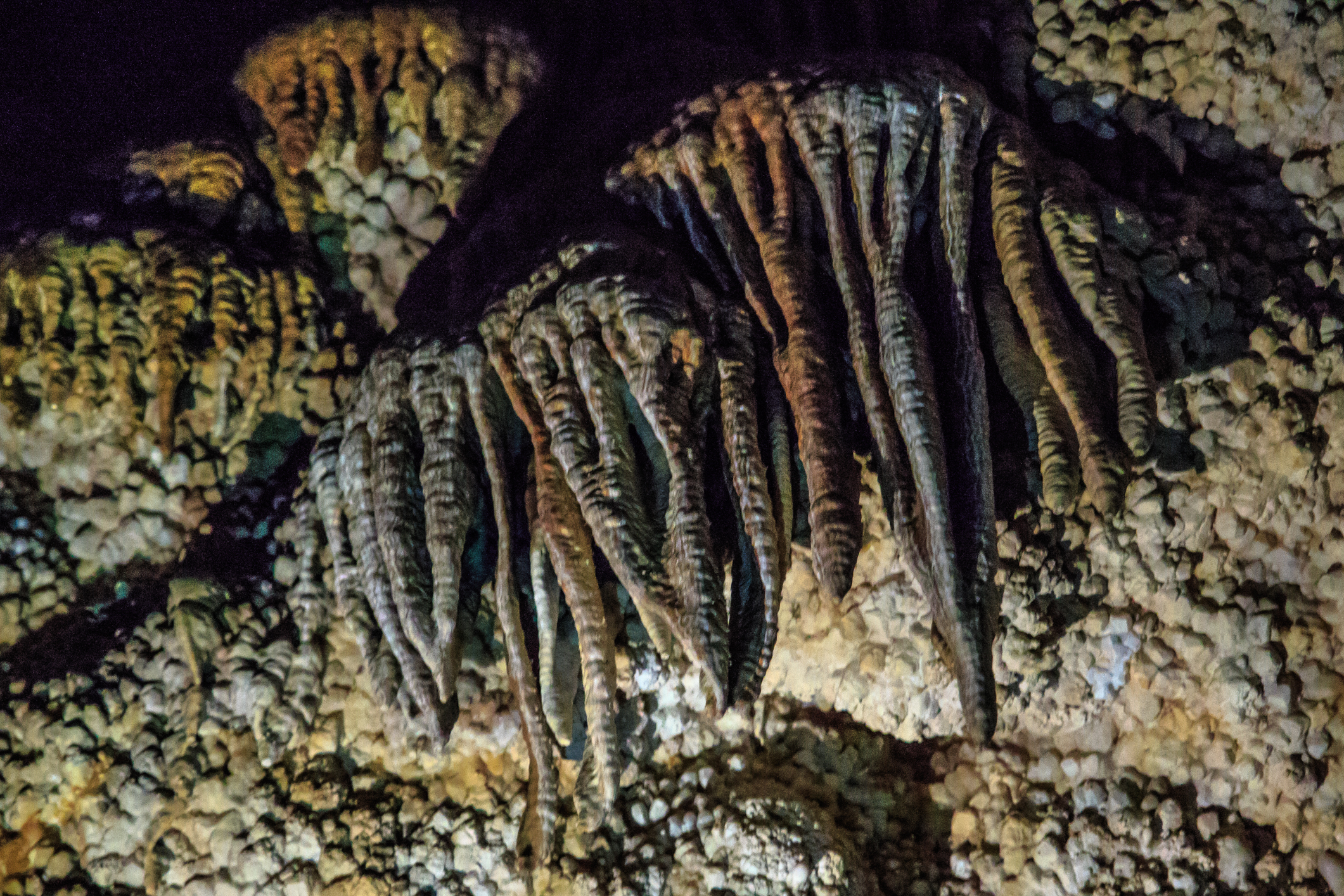